# Олаверди
Олаверди (груз. ოლავერდი) или Олаверт (з.-арм. Օլավերդ) — село в Грузии, на территории Ахалкалакского муниципалитета края (мхаре) Самцхе-Джавахети.

## География
Село находится в южной части Грузии, на берегу реки Олаверди (бассейн реки Паравани), на расстоянии приблизительно 7 километров (по прямой) к северо-востоку от города Ахалкалаки, административного центра муниципалитета. Абсолютная высота — 1927 метров над уровнем моря.

## Население
По результатам официальной переписи населения 2014 года, в Олаверди проживало 694 человека (371 мужчина и 323 женщины). В национальной структуре населения армяне составляли 98,7 %, грузины — 1,3 %.
| Год  | Население, человек |
| ---- | ------------------ |
| 2002 | 897                |
| 2014 | ↘ 694              |